# Казаково (Арзамаський район)
Казаково (рос. Казаково) — село в Арзамаському районі Нижньогородської області Російської Федерації.
Населення становить 377 осіб. Входить до складу муніципального утворення Бебяєвська сільрада.

## Історія
Від 2009 року входить до складу муніципального утворення Бебяєвська сільрада.

## Населення
| 1999 | 2002 | 2010 |
| ---- | ---- | ---- |
| 543  | ↘426 | ↘377 |